# Bogdan Wiśniewski
Bogdan Wiśniewski (ur. 23 stycznia 1942 w Działoszynie, zm. 22 marca 1997) – polski aktor teatralny, telewizyjny i radiowy.

## Życiorys
W roku 1967 ukończył studia na Wydziale Aktorskim PWSTiF w Łodzi. Jego debiut sceniczny miał miejsce kilkanaście miesięcy wcześniej, 8 października 1965 r., jeszcze w trakcie studiów na łódzkiej PWSTiF.

## Kariera sceniczna

### lata 60.
- 8 X 1965: Fircyk w zalotach Franciszek Zabłocki, reż. Kazimierz Brodzikowski – jako Aryst (PWSTiF, Łódź)[2]
- 27 III 1966: W małym domku Tadeusz Rittner, reż. Adam Daniewicz – w podwójnej roli Sędzia, Notariusz (PWSTiF, Łódź)
- 21 XII 1966: Tajemnica starej wierzby Igor Sikirycki i Roman Sykała, reż. Janusz Mazanek – jako Ziewała (Teatr Powszechny w Łodzi)
- 30 IX 1967: Noc spowiedzi Aleksiej Arbuzow, reż. Ryszard Sobolewski – jako Edek Kowerga (Teatr Powszechny w Łodzi)
- 9 XII 1967: Radziwiłł Panie Kochanku Roman Sykała, reż. Janusz Mazanek – jako Szlachcic (Teatr Powszechny w Łodzi)
- 17 II 1968: Bereziacy (program składany/kabaretowy/rewiowy), reż. Roman Sykała – jako Więzień (Teatr Powszechny w Łodzi)
- 23 XI 1968: Rzecz Listopadowa Ernest Bryll, reż. Roman Sykała – jako Pan Młody (Teatr Powszechny w Łodzi)
- 15 XII 1968: Turniej z czarodziejem Igor Sikirycki i Roman Sykała, reż. Janusz Mazanek – jako Ziewała (Teatr Powszechny w Łodzi)
- 1 III 1969: Tajny detektyw Peter Shaffer, reż. Roman Sykała – jako Julian Cristoforou (Teatr Powszechny w Łodzi)
- 4 X 1969: Boso, ale w ostrogach Jan Tomaszewski, reż. Roman Sykała – jako Członek grupy Staszka (Teatr Powszechny w Łodzi).

### lata 70.
- 2 IV 1970: Henryk V (sztuka) William Shakespeare, reż. Maciej Zenon Bordowicz – jako Arcybiskup Canterbury (Teatr Powszechny w Łodzi)
- 31 V 1970: Wszyscy moi synowie Arthur Miller, reż. Mirosław Szonert – jako Georges Deever (Teatr Powszechny w Łodzi)[3]
- 24 II 1971: Dobroczyńca Ireneusz Iredyński (prapremiera), reż. Mirosław Szonert – jako Korzeń (Teatr Powszechny w Łodzi)
- 8 V 1971: Ksiądz Marek Juliusz Słowacki, reż. Maciej Zenon Bordowicz – jako tytułowy Ksiądz Marek (Teatr Powszechny w Łodzi)
- 4 XII 1971: Perła Marc Camoletti, reż. Zbigniew Czeski – jako Bernard (Teatr Powszechny w Łodzi)
- 14 I 1972: Królewskie polowanie na słońce Peter Shaffer, reż. Roman Sykała – jako Atahualpa (Teatr Powszechny w Łodzi)
- 25 III 1972: Król Lear William Shakespeare, reż. Maciej Zenon Bordowicz – jako Rycerz króla Leara (Teatr Powszechny w Łodzi)
- 15 VI 1972: Ich czworo Gabriela Zapolska, reż. Mirosław Szonert – jako Mąż (Teatr Powszechny w Łodzi)
- 19 I 1973: Alkad z Zalamei Pedro Calderón de la Barca, reż. Maciej Zenon Bordowicz – jako Rebolledo (Teatr Powszechny w Łodzi)
- 16 VI 1973: Kariera Nikodema Dyzmy Andrzej Hundziak, reż. Jan Perz – gościnnie, jako tytułowy Nikodem Dyzma (Teatr Muzyczny, Łódź)
- 12 X 1973: Matka Courage Bertolt Brecht, reż. Jerzy Hoffman – jako Eilif (Teatr Powszechny w Łodzi)
- 6 I 1974: Maria Isaak Babel, reż. Mirosław Szonert – jako Wiskowski (Teatr Powszechny w Łodzi)
- 22 XII 1974: Nowe cierpienia młodego W. Ulrich Plenzdorf, reż. Andrzej Maria Marczewski – jako Operator dźwigu (Teatr Powszechny w Łodzi)
- 27 I 1975: Roczniak (odc. 4) Marjorie Kinnan Rawlings, reż. Romana Mater – jako Lem Forrester
- 30 X 1975: Turoń Stefan Żeromski, reż. Roman Kłosowski – jako Chłop (Teatr Powszechny w Łodzi)
- 15 VI 1977: Mecz Janusz Głowacki, reż. Janusz Kondratiuk – jako Wiceprezes (Teatr Powszechny w Łodzi)
- 26 XI 1977: Ryszard III (sztuka) William Shakespeare, reż. Jerzy Hoffman – jako sir Richard Ratcliff (Teatr Powszechny w Łodzi)
- 26 II 1978: Lot nad kukułczym gniazdem Dale Wasserman, reż. Lidia Zamkow – jako Dale Harding (Teatr Powszechny w Łodzi).

### lata 80.
- 19 VI 1988: Kopciuszek Ludwik Świeżawski, reż. Ryszard Zarewicz – jako Dworzanin (Teatr im. Adama Mickiewicza, Częstochowa)[4]
- 28 VI 1988: Szewcy Stanisław Ignacy Witkiewicz, reż. Zygmunt Wojdan – w podwójnej roli, m.in. jako Drużba (Teatr Powszechny im. Jana Kochanowskiego, Radom)
- 4 VI 1989: Taka noc nie powtórzy się więcej Kacper Stefanowicz, reż. Barbara Fijewska – jako Gucio (Teatr Powszechny im. Jana Kochanowskiego, Radom).

## Film

### lata 70.
- 12 II 1971: Doktor Ewa 9-odcinkowy serial obyczajowy, reż. Henryk Kluba (odc. 7 – Stawka o życie)[5]
- 9 III 1973: Na krawędzi dramat sensacyjny, reż. Waldemar Podgórski
- 13 X 1974: Najważniejszy dzień życia – Strzał jeden z 9 filmów telewizyjnych tego cyklu, reż. Sylwester Szyszko – jako porucznik
- 3 VI 1975: Dzieje grzechu film psychologiczny, reż. Walerian Borowczyk – jako Grzywacz, wspólnik Pochronia
- 24 IX 1976: Mgła film wojenny, reż. Sylwester Szyszko – jako Gawęda
- 1976: Siła bezwładu szkolna etiuda filmowa, reż. Krzysztof Sowiński
- 20 I 1977: Czerwone ciernie film wojenny, reż. Julian Dziedzina – jako robotnik
- 29 VIII 1979: Jeden stribrny film wojenny, reż. Jaroslav Balík – jako Hacar.

### lata 80.
- 10 II 1980: Gazda z Diabelnej 6-odcinkowy serial dla młodzieży, reż. Grzegorz Warchoł – jako Wójcik, oficer Wojska Polskiego (odc. 2, 4, 5)[6]
- 1981: Podwójne Calypso fabularny film krótkometrażowy, reż. Ryszard Rydzewski
- 10 I 1982: Królowa Bona 12-odcinkowy serial historyczny, reż. Janusz Majewski (odc. 6)
- 18 X 1982: Czwartki ubogich dramat obyczajowy, reż. Sylwester Szyszko
- 4 III 1983: Czerwone węże film dla młodzieży, reż. Wojciech Fiwek – jako Walaszek
- 29 III 1984: Wyłap telewizyjny film fabularny, reż. Henryk Dederko.

### lata 90.
- 27 IX 1991: 3 dni bez wyroku film sensacyjny, reż. Wojciech Wójcik – jako konduktor[7].

## Telewizja
- 2 IX 1957: Dwaj mężczyźni na drodze Marek Hłasko, reż. Adam Hanuszkiewicz[8]
- 5 II 1967: Nauczyciel tańców Lope de Vega, reż. Roman Sykała.

### lata 70.
- 7 IX 1970: Henryk V (sztuka) William Shakespeare, reż. Maciej Zenon Bordowicz – jako Arcybiskup Canterbury[9]
- 23 X 1970: Tropienia dni dziesięć Edward Szuster, reż. Tadeusz Worontkiewicz
- 29 XI 1970: Powrót, reż. Jerzy Woźniak
- 25 I 1971: Bank Glembay Miroslav Krleža, reż. Ryszard Sobolewski
- 11 V 1972: Wizja lokalna Wacław Biliński, reż. Tadeusz Worontkiewicz – jako Andrzej
- 27 I 1977: Wiejskie zaloty George Bernard Shaw, reż. Mieczysław Małysz
- 16 X 1978: Pojedynek Aleksandr Kuprin, reż. Tadeusz Junak – jako oficer.

### lata 80.
- 24 X 1980: Zakręt Tadeusz Wieżan, reż. Grzegorz Królikiewicz – jako kierowca[10]
- 27 II 1982: Kanonada Aleksander Nikołajew, reż. Mieczysław Małysz.

## Radio
- 30 IV 1972: Mazur kajdaniarski Bohdan Drozdowski, reż. Jerzy Rakowiecki – jako Oficer II[11]
- 11 VIII 1974: Pojednanie Wiesław Jażdżyński, reż. Romana Mater – jako Stefan Wojniłowicz
- 9 XII 1974: Bez Anny Leon Gomolicki, reż. Romana Mater
- 24 i 27 I 1975: Roczniak (2 części) Marjorie Kinnan Rawlings, reż. Romana Mater – jako Lem Forrester.

## Przebieg pracy
W trakcie swej 35-letniej kariery aktorskiej występował na deskach 7 teatrów:
- PWSTiF, Łódź: 1965–1966
- Teatr Powszechny w Łodzi: 1966-1979
- Teatr Muzyczny, Łódź: 1973
- Bałtycka Agencja Artystyczna: 1980–1989
- Estrada, Kraków: 1983–1984
- Teatr im. Adama Mickiewicza, Częstochowa: 1988
- Teatr Powszechny im. Jana Kochanowskiego, Radom: 1988−1989.

## Śmierć
Aktor zmarł stosunkowo wcześnie, w wieku 55 lat.